# جانغ وويونغ
جانغ وويونغ هو مغني،كاتب أغاني وممثل كوري جنوبي ولد في 30 أبريل 1989.